# Galway megye
Galway megye (írül: Contae na Gaillimhe) megye az Ír-sziget középső nyugati részén, Írországban, Connacht tartományban.
Nevét a megyeszékhely Galway városról kapta.

## Földrajz
Területe 6148 km², ezzel az Ír Köztársaság második legnagyobb megyéje Cork után.
A megyében több korábbi eredetű hagyományos régió található. A fontosabbak: Iar Connacht ("Nyugat-Connacht") a megye és részben Mayo megye területein a Corrib-tótól nyugatra (ezen belül, a nyugati végeken Connemara), illetve északnyugaton "Joyce-ország". Délen fekszik a régi Aidhne királyság (a mai Kilmacduagh püspökségével megegyező területen). Uí Mhaine vagy Tír Maine foglalja el a megye keleti területeinek jó részét (és Roscommon megye déli részét is). Maigh Seola a Corrib-tó keleti oldalát foglalja el.
A megyéhez számos lakott és lakatlan sziget is tartozik, többek között az Oileáin Árann (Aran-szigetek) és az Inis Bó Fine (Inishbofin).
A Corrib-tó az Ír Köztársaság legnagyobb tava. A megye földrajzi jellegzetességei közé tartoznak a Na Beanna Beola (Tizenkét tű), a Na Sléibhte Mhám Toirc (Maumturk) hegységek és a Sliabh Echtghe (Slieve Aughty) alacsony hegyei.

## Történelem
Első lakosai mintegy 7000 évvel ezelőtt érkezhettek ide (erről a feltárt konyhai szemétdombok tanuskodnak).
A kora középkorban érkező keresztény térítők számos kolostort építettek a megyében.
A megyét a 16. század végén alapították, már az angol megszállás idején.

## Önkormányzat és közigazgatás

Fianna Fáil (15)
Fine Gael (11)
Sinn Féin (1)
Republican Sinn Féin (1)
független (10)

A megyei tanács összetétele:

## Népesség
Lakossága a külön megyei szintű közigazgatási egységet alkotó Galway várossal együtt 231 052, nélküle 159 052.
A megye nyugati részén több olyan terület van, ahol magas az ír nyelvet beszélők aránya.

### Legnépesebb települések
| Sorszám | Település   | Népesség (2016-os népszámlálás) |
| ------- | ----------- | ------------------------------- |
| 1       | Galway      | 79 934                          |
| 2       | Tuam        | 8 767                           |
| 3       | Ballinasloe | 6 662                           |
| 4       | Loughrea    | 5 556                           |
| 5       | Oramnore    | 4 990                           |
| 6       | Athenry     | 4 445                           |
| 7       | Gort        | 2 994                           |

## Települések

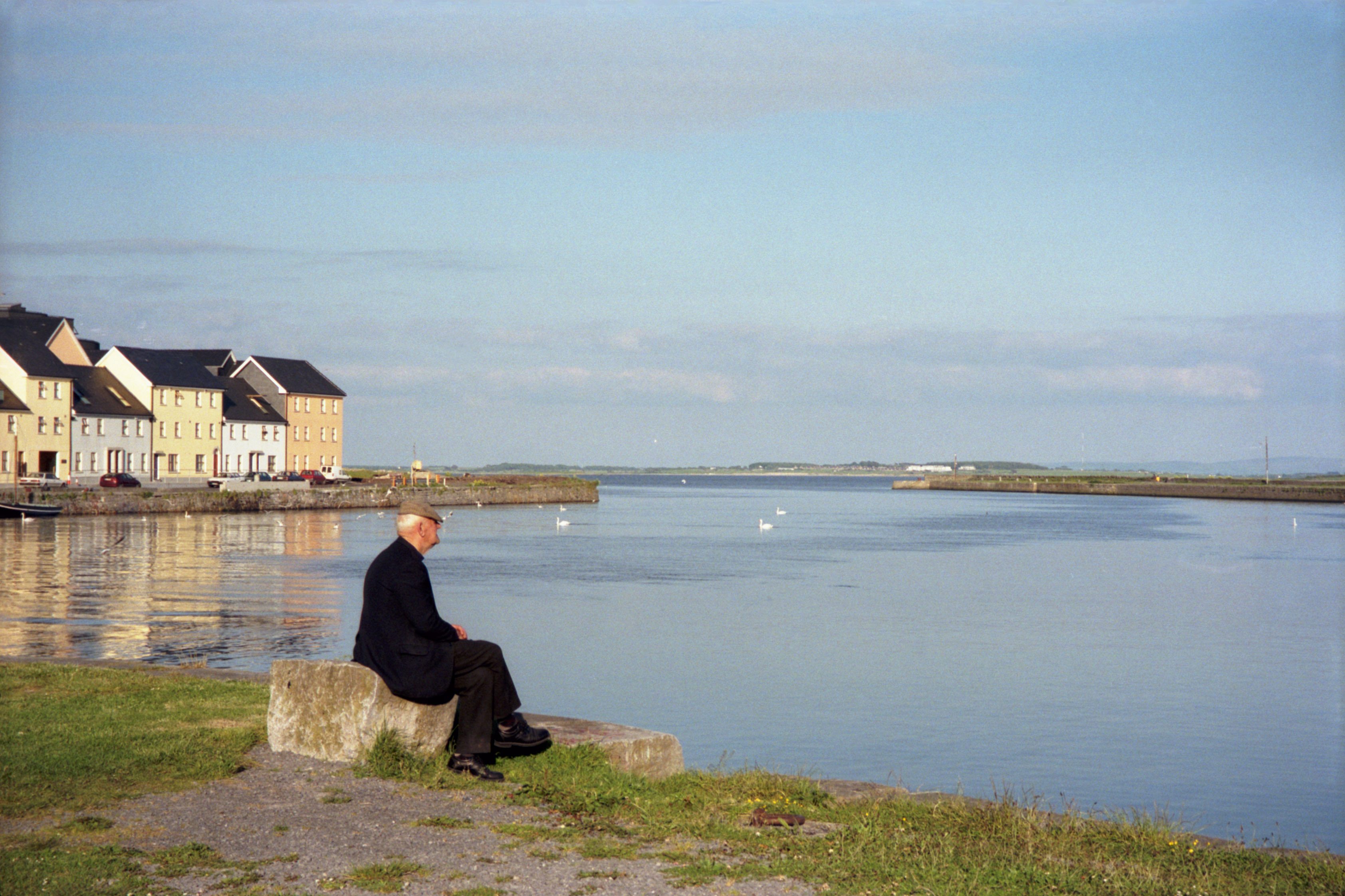
Pihenő ember Galway város kikötőjében

- Ahascragh, Ardrahan, Athenry, Aughrim
- Ballinasloe, Ballyconneely, Ballygar, Ballymoe, Ballynahinch, Barna, Bealadangan
- Camus, An Cheathrú Rua (Carraroe), Castlegar, Claregalway, Clarinbridge, Cleggan, Clifden, Clonbur, Corr na Móna, Corofin, Casla, Craughwell
- Dunmore
- Furbo
- Galway, Glenamaddy, Gort
- Headford, Hollygrove
- Inveran
- Kilcolgan, Kilconnell, Kilkieran, Killimor, Kiltullagh, Kilronan, Kinvara
- Laurencetown, Leenaun, Lettercallow, Letterfrack, Lettermore, Loughrea
- Maam Cross, Maum, Monivea, Mountbellew Moycullen, Muckanaghederdauhaulia
- Newbridge
- Oranmore, Oughterard
- Portumna
- Recess, Rosmuck, Rossaveal, Roundstone
- Spiddal
- Tuam, Turloughmore
- Woodford

## Turizmus
Galway nevezetességei:
- Wild Atlantic Way(wd)

## Személyek
- Thomas Molloy

## Külső hivatkozások
- A Galway Megyei Tanács honlapja
- Információs honlap turistáknak
- Galway térképe
- *FLIRT FM*, galwayi egyetemista rádiócsatorna
- Galwayi sport